# Waldemar Żebrowski
Waldemar Józef Żebrowski (ur. 18 września 1952 w Ciechanowie) – polski historyk i politolog związany z olsztyńskimi uczelniami wyższymi, były działacz polityczny, publicysta.

## Życiorys
W 1979 ukończył studia polonistyczne w Wyższej Szkole Pedagogicznej w Olsztynie, a w 1988 obronił doktorat w Instytucie Historii Uniwersytetu Gdańskiego. W 2006 uzyskał stopień doktora habilitowanego na Wydziale Nauk Społecznych Uniwersytetu im. Adama Mickiewicza w Poznaniu w zakresie nauk o polityce na podstawie pracy Stronnictwo Demokratyczne w warunkach demokratyzacji ustroju politycznego. Od 2006 jest profesorem nadzwyczajnym.
Jest profesorem Uniwersytetu Warmińsko-Mazurskiego, członkiem Rady Naukowej Instytutu Nauk Politycznych na Wydziale Nauk Społecznych tejże uczelni. Od 2006 pełni funkcję prorektora Olsztyńskiej Szkoły Wyższej im. Józefa Rusieckiego. Były członek Zespołu Kierunków Studiów Społecznych i Prawnych w Państwowej Komisji Akredytacyjnej. Specjalizuje się w historii najnowszej Polski oraz współczesnych systemach politycznych.
Przez szereg lat był działaczem Stronnictwa Demokratycznego w regionie. Od 1989 sprawował funkcję przewodniczącego Wojewódzkiego Komitetu SD, następnie zaś przewodniczącego Rady Okręgowej i Regionalnej SD. Zasiadał w Centralnym Komitecie (1985–1991) oraz Radzie Naczelnej SD (od 1991). Jako przewodniczący Wojewódzkiego Komitetu SD był inicjatorem powołania do życia Nagrody im. Biskupa Ignacego Krasickiego, której pracami kierował. W 2014 roku zrezygnował z tej funkcji na rzecz Krzysztofa Stachowskiego. Był założycielem i redaktorem naczelnym organu MK SD "Kwartalnik Demokratyczny" (1986–1989), a także dyrektorem oddziału Fundacji Demokracji Polskiej w Olsztynie. Od 1989 pełnił funkcję prezesa Towarzystwa Przyjaciół Piśmiennictwa Warmii i Mazur. Kilkakrotnie ubiegał się o mandat parlamentarzysty – senatorski (w 1991 jako kandydat SD) oraz poselski (w 1993 – jako członek SD na liście PSL, w 1997 jako kandydat SD na liście Unii Wolności). Na przełomie 1989 i 1990 był kandydatem SD i NSZZ „Solidarność” na stanowisko wojewody olsztyńskiego. Obecnie nie uczestniczy w pracach ugrupowania.

## Wybrane publikacje
- Rok 1989 w Warszawie i w Olsztyńskiem: (wybrane problemy), Wydawnictwo "Dak", Olsztyn 1999
- Z dziejów Stronnictwa Demokratycznego w Polsce, Wydawnictwo "Rekpol", Bydgoszcz 1999
- Mieczysław Moczar w Olsztyńskiem: działalność polityczna i jej skutki w latach 1948-1952, Wydawnictwo "Glob", Olsztyn 2002
- Stronnictwo Demokratyczne w warunkach demokratyzacji ustroju politycznego, Wydawnictwo Olsztyńskiej Szkoły Wyższej, Olsztyn 2003
- Współczesne systemy polityczne Litwy, Łotwy i Estonii: podobieństwa i różnice,Wydawnictwo Olsztyńskiej Szkoły Wyższej, Olsztyn 2004
- Technika pisania prac licencjackich i magisterskich. Zagadnienia wybrane, Wydawnictwo Olsztyńskiej Szkoły Wyższej, Olsztyn 2005, 2008
- Współczesne systemy polityczne. Zarys teorii i praktyka w wybranych państwach świata, wyd. 2, Wydawnictwo Olsztyńskiej Szkoły Wyższej, Olsztyn 2007
- Ewolucja systemu politycznego Polski w latach 1918-2007, Wydawnictwo Olsztyńskiej Szkoły Wyższej, Olsztyn 2008
- Teoria współczesnych systemów politycznych, Instytut Nauk Politycznych Uniwersytetu Warmińsko-Mazurskiego, Olsztyn 2009.
- Stan i główne kierunki modyfikacji systemu politycznego Polski współczesnej, Instytut Nauk Politycznych Uniwersytetu Warmińsko-Mazurskiego, Olsztyn 2010.